# ギャング対ギャング 赤と黒のブルース
『ギャング対ギャング 赤と黒のブルース』（ギャングたいギャング あかとくろのブルース ）は、1972年（昭和47年）4月14日に公開された東映製作の日本映画。88分。監督：佐藤純彌。主演：鶴田浩二。

## 概要
鶴田浩二のヒット曲「赤と黒のブルース」を題名にした東映ギャング映画であるが、「花と嵐とギャング」から「ギャングの帝王」まで続いている東映ギャングシリーズとは別の作品である。

## ストーリー
1963年、オリンピックの射撃選手だった加納信之は些細な揉め事から、絡まれたヤクザ二人を殺害してしまい服役する。出所後、加納は横浜一帯を牛耳る広域暴力団・菊栄会の幹部の水森にスカウトされ菊栄会系水森組の幹部になる。そして加納は水森の殺し屋となるが、水森の狙う菊栄会の会長の座の後継の内部対立に巻き込まれて行く。

## スタッフ
- 監督：佐藤純彌
- 脚本：佐藤純彌
- 企画：俊藤浩滋、吉田達、寺西國光
- 撮影：飯村雅彦
- 録音：広上益弘
- 照明：梅谷茂
- 美術：北川弘
- 音楽：日暮雅信
- 編集：田中修
- 助監督：伊藤俊也、馬場昭格
- 記録：宮本衣子
- 擬闘：日尾孝司
- スチール：加藤光男
- 進行主任：坂本年文
- 装置：石井正男
- 装飾：佐藤善昭
- 美粧：須々木善二郎
- 美容：石川靖江
- 衣装：福崎精吾
- 演技事務：佐々木一朗
- 現像：東映化学

## キャスト
- 加納信之：鶴田浩二
- 溝口：渡瀬恒彦
- 結城奈津子：藤浩子
- 横山：佐藤慶
- 岩崎勇二：渡辺文雄
- 菊田栄三：水島道太郎
- 稲葉：室田日出男
- 染井大介：地井武男
- 藤崎：藤山浩二
- 井村：近藤宏
- 田淵：諸角啓二郎
- 基木二一：戸浦六宏
- 千田：佐藤京一
- 里見：堀田信三
- 平沼：永井秀明
- 菊栄会幹部：沢彰謙
- 竹村：高野真二
- 野上：田口計
- 刑事：中田博久
- 愚連隊：北川恵一
- 室谷：小林稔侍
- 刑事：相馬剛三
- 五味：木川哲也
- 菊栄会黒瀬広：伊達弘
- 愚連隊：野口貴史
- 石原：日尾孝司
- 内田刑事：植田灯孝
- 巡査：久保一
- 医師：片山滉
- 菊栄会黒瀬広：滝史郎
- 平井：土山登士幸
- 黒川：山之内修
- 刑事：山田甲一
- 菊栄会黒瀬広：須賀良
- 水森の若衆：亀山達也
- 菊栄会幹部：永島岳
- 大介の兄：花田達
- 中盆：滝島孝二
- 村木：木村修
- 菊栄会黒瀬広：清水照夫、高月忠
- 水森の若衆：畑中猛重
- 女中：谷本小代子
- ホステス：亀井和子
- 看護婦：松下麻美代
- 菊栄会黒瀬広：鈴木健之
- 古川：五野上力
- 刑事：山浦栄、佐川二郎
- 平瀬警部：二谷英明
- 水森徹三：安藤昇

## 同時上映
- 「ゾロ目の三兄弟」
- 監督：山下耕作